# Candelaria Pérez
Candelaria Pérez (La Chimba, Santiago, 1810 - Santiago, 28 de març de 1870), més coneguda amb el sobrenom de la sargento Candelaria, va ser una militar xilena que va participar en la Guerra contra la Confederación Perú-Boliviana.

## Biografia

### Primers anys
Filla d'un artesà, la seva educació va ser a casa, el que la va obligar a exercir l'ofici d'empleada domèstica, servint a una família de neerlandesos. Es va traslladar al Perú amb els seus patrons. A El Callao va obrir un lloc de menjars que va batejar amb el nom de «Fonda de la xilena», on l'especialitat de la casa era el «peix fregit».

### Participació a la guerra
A l'arribada l'Exèrcit Unit Restaurador, sota les ordres del general Manuel Bulnes Prieto, victoriós després de la batalla de Portada de Guías lliurada el 21 d'agost de 1838, es va enrolar immediatament a l'Exèrcit de Xile, sense tenir en consideració la seva condició de dona.
A més de ser cantinera (dones sanitàries que acompanyaven l'exèrcit xilè), va participar activament en el setge del Callao i en el combat del turó Pan de Azúcar, de la batalla de Yungay, el 20 de gener de 1839, gràcies al qual va obtenir el grau militar de sergent pel valor demostrat. El 1840, de tornada a Xile, va ser rebuda amb honors per l'exèrcit xilè i va rebre el grau d'alferes. De fet, l'Executiu li va retre homenatge al Congrés a través d'un discurs pronunciat pel president Manuel Bulnes Prieto. Els tributs van prosseguir amb els anys i, per exemple, el 1849 es va presentar al Teatre de la República, a Santiago, l'obra de teatre La Acción de Yungay del dramaturg Manuel Salgado Concha, on ella hi apareixia com un personatge principal.
i una pensió vitalícia de 17 pesos mensuals, que no resolien els seus despeses bàsiques.

### Després de la guerra
Dues dècades després d'haver estat reconeguda com una heroïna, Vicente Reis va publicar al diari La Setmana un reportatge sobre Candelaria Pérez i la pobresa en la qual es trobava. Reis va entrevistar a la cantinera i es van conèixer nous detalls de la seva participació en la guerra. Temps després Benjamín Vicuña Mackenna repetiria la visita i ens lliuraria una descripció del lamentable estat de l'heroïna xilena:
Era petita, de faccions més que regulars per a la seva raça evidentment mestissa, i encara que tenia els ulls malalts, se sabia per les seves sobtades llampades, a través del drap que envoltava els seus temples, que alguna vegada havien vist el foc de la batalla, com la seva boca, ja sumida i despoblada de dents, mostrava encara indicis d'haver mossegat en més d'una ocasió la pólvora de la cartutxera. Aquesta dona, així desbaratada, era la famosa Sarjento Candelaria.

### Mort
L'alferes Candelaria va morir a Santiago el 28 de març de 1870. Al seu funeral hi van assistir només a cinc persones. Les seves pertinences militars es van perdre del Museu Nacional i fins avui se'n desconeix el parador.